# Eremogone asiatica
Eremogone asiatica là loài thực vật có hoa thuộc họ Cẩm chướng. Loài này được (Schischk.) Ikonn. mô tả khoa học đầu tiên năm 1973.